# Кореджо
Вижте пояснителната страница за други значения на Кореджо.
Кореджо (на италиански: Correggio) е град и община в Северна Италия.

## География
Градът се намира в провинция Реджо Емилия на област Емилия-Романя. Населението му е 24 845 души от преброяването към 30 септември 2009 г.

## Личности
Родени
- Антонио да Кореджо, художник (1489 – 1534)
- Пиер Виторио Тондели, писател (1955 – 1991)
- Лучано Лигабуе (р. 1960), музикант, композитор, писател и кинорежисьор